# نامونا (ترمذ)
نامونا هي بلدة في مقاطعة ترمذ في ولاية صرخنداريا في أوزبكستان.